# Île Longue
Île Longue (íl´long "dlouhý ostrov", bretonsky Enez Hir) je poloostrov ve francouzském departementu Finistère nedaleko města Brest. Má rozlohu 1,1 km² a jeho nejvyšší bod dosahuje 42 metrů nad mořem, u pobřeží se nacházejí ostrůvky Ile des Morts a Ile Trébéron. Původně se zde těžil porfyr na dlažební kostky, v roce 1776 zbudoval Louis Lazare Dajot pevnost na obranu Brestu, za první světové války byl na poloostrově zajatecký tábor. V roce 1970 byla na Île Longue zřízena největší francouzská základna atomových ponorek.